# New York Mining EP(ES)
Az EP Spanyolországban és Portugáliában jelent meg.

## Közreműködők
ld: New York Mining Disaster 1941 / I Can’t See Nobody és a Spicks and Specks / I Am The World lemezeknél

## A lemez dalai
- New York Mining Disaster 1941 (Have You Seen My Wife, Mr. Jones) (Barry és Robin Gibb) (1967), mono 2:10, ének: Robin Gibb
- I Can't See Nobody (Barry és Robin Gibb) (1966), mono 3:45, ének: Robin Gibb
- Spicks and Specks (Barry Gibb) (1966), mono 2:52, ének: Barry Gibb
- I Am The World (Robin Gibb) (1966), mono 2:35, ének: Robin Gibb